# Eigene Scholle (Wiesbaden)

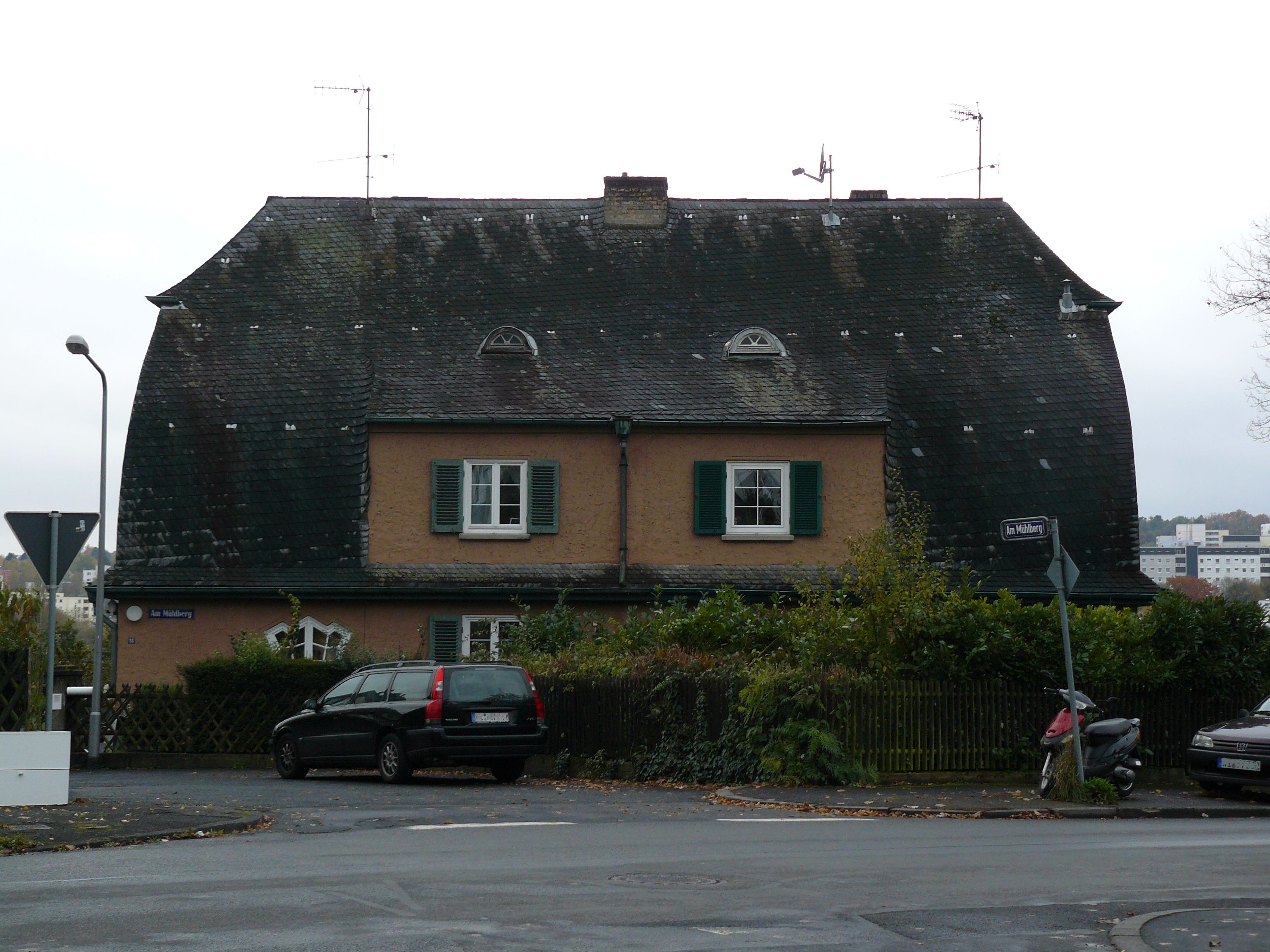
Doppelhaus, Am Mühlberg

Die Eigene Scholle ist eine als Gesamtanlage denkmalgeschützte Siedlung in den Wiesbadener Ortsbezirken Nordost und Rheingauviertel.

## Geschichte

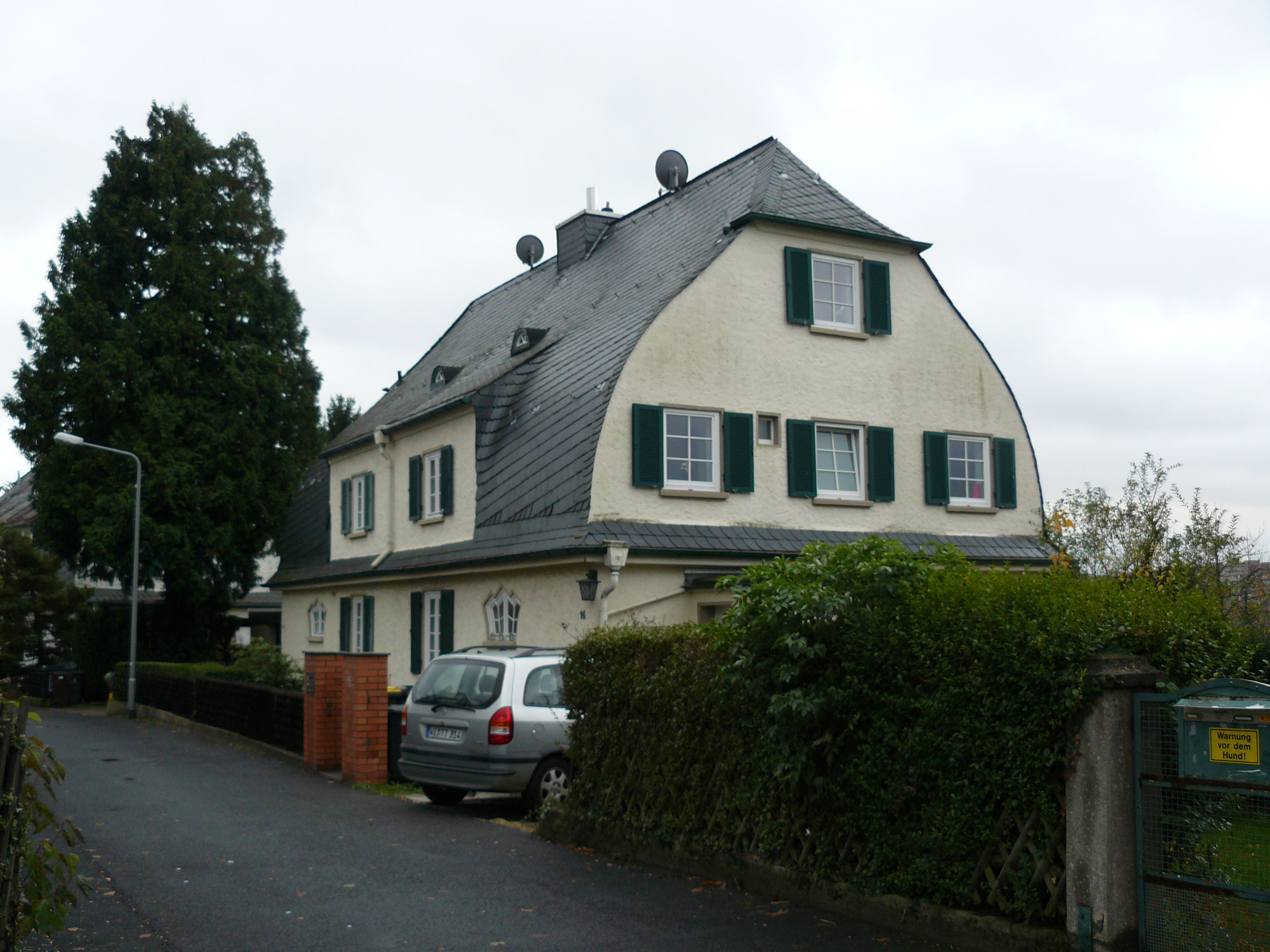
Doppelhaus, Am Mühlberg

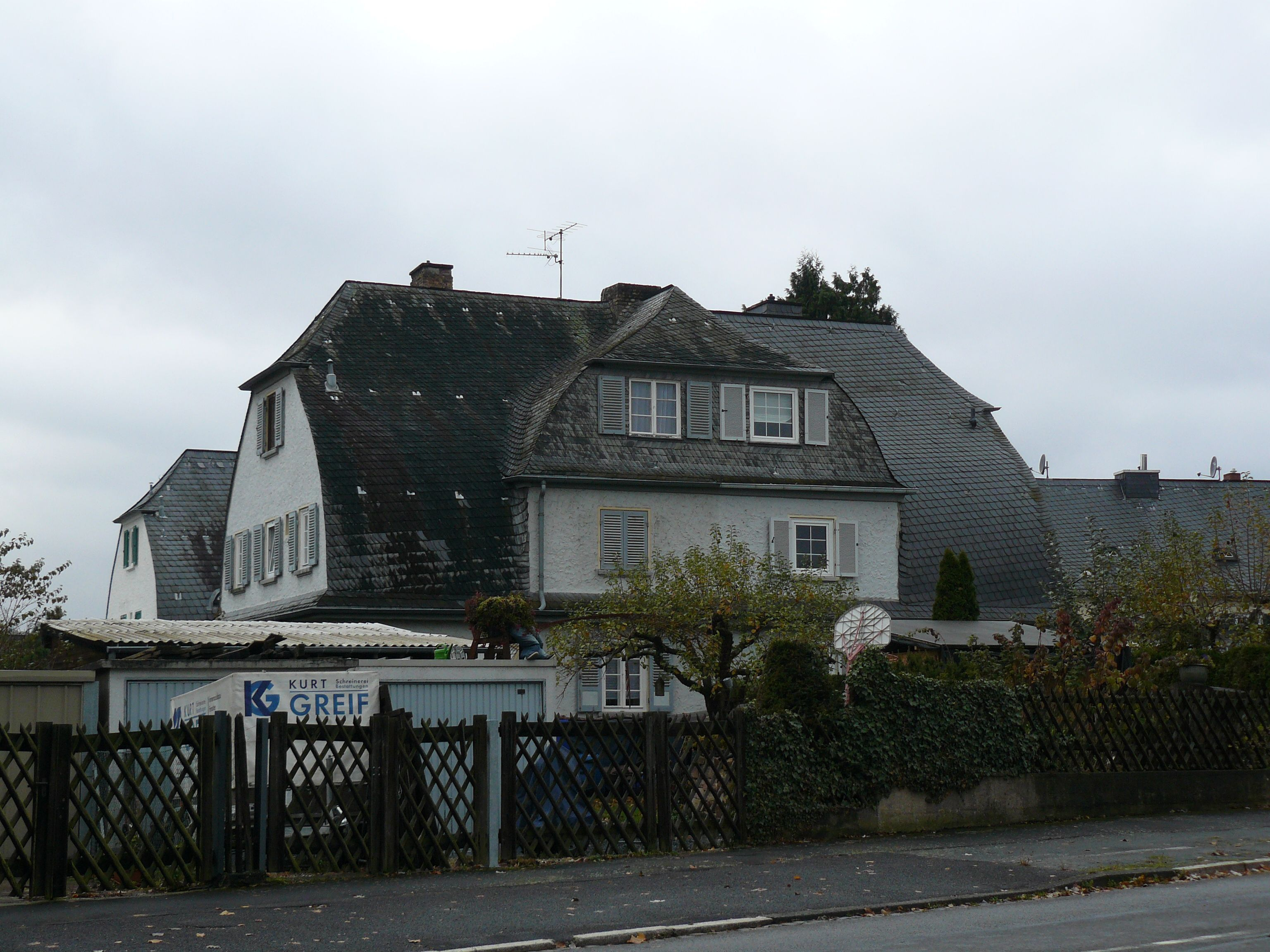
Am Mühlberg

Nach dem Ersten Weltkrieg herrschte in Wiesbaden Mangel an preiswertem Wohnraum. Im Rahmen der Stadterweiterung entstanden Pläne, eine neue Siedlung entlang von Lahnstraße, Fasaneriestraße und Am Mühlberg zwischen der Innenstadt und dem Kloster Klarenthal anzulegen. Die Kosten je Haus lagen zwischen 21 und 34 Tausend Reichsmark, teilweise finanziert durch Steuermittel. Die Siedlung wird auch als „Reisbreisiedlung“ bezeichnet, denn „die Bewohner hätten sich angesichts der Schuldenlast nur noch von preiswerten Speisen ernähren können“. Zielgruppe war das mittlere Bürgertum, beispielsweise Beamte. Im Jahr 1924 wurde die „Gemeinnützige Siedlervereinigung“ als GmbH eingetragen und die Siedlung von 1925 bis 1928 in drei Bauabschnitten errichtet. Architekten der Siedlung waren Friedrich Werz (1868–1953) und Paul Biedermann. Erbaut wurden 38 freistehende Doppelhäuser und fünf Einfamilienhäuser.
Die meisten Gebäude wurden zwischen 1930 und 1932 in Privateigentum übertragen. Die Siedlergenossenschaft wurde im Oktober 1942 aufgelöst. Im Jahr 1945 wurde die Siedlung durch die US-Armee beschlagnahmt und amerikanische Familien einquartiert. Erst in den 1950er-Jahren konnten die Eigentümer zurückkehren. Im Jahr 1988 wurde die Siedlung als Gesamtanlage zum Kulturdenkmal nach dem Hessischen Denkmalschutzgesetz ernannt. Dazu gehören die Häuser Am Mühlberg 1–9 und 2–20, Fasaneriestraße 1–27 und 2–36, Holbeinstraße 4 und Lahnstraße 55–79 sowie 58–100. Sieben Gebäude am Mühlberg sind darüber hinaus als Einzeldenkmal geschützt, siehe Liste der Kulturdenkmäler in Wiesbaden-Rheingauviertel.

## Anlage und Bauten
Die Anlage am Stadtrand mit Alleen und großen Grünflächen entspricht den Ideen einer Gartenstadt. Die Häuser folgten „mit ihrer schlichten Eleganz biedermeierlichen Formen der Zeit um 1800.“ Sie sind der Heimatschutzarchitektur zuzuordnen. Vorherrschend sind 20 schlichte, zweistöckige Doppelhäuser mit einem hohen, schiefergedeckten Walmdach und einem markanten Schornstein. Die Straßenfront hat einen breiten Wandvorsprung mit zwei Fensterachsen und kleinen Gauben. Die Hauseingänge und Treppenhäuser liegen außen. An der Fasaneriestraße wurden auch schlichte kubische Doppelhäuser mit Walmdach erbaut, die nur durch die Fenster und ihre Läden gegliedert werden. Am Mühlberg stehen Häuser mit hohen Kielbogendächern und Krüppelwalm.